# Gemensamma säkerhetsområdet

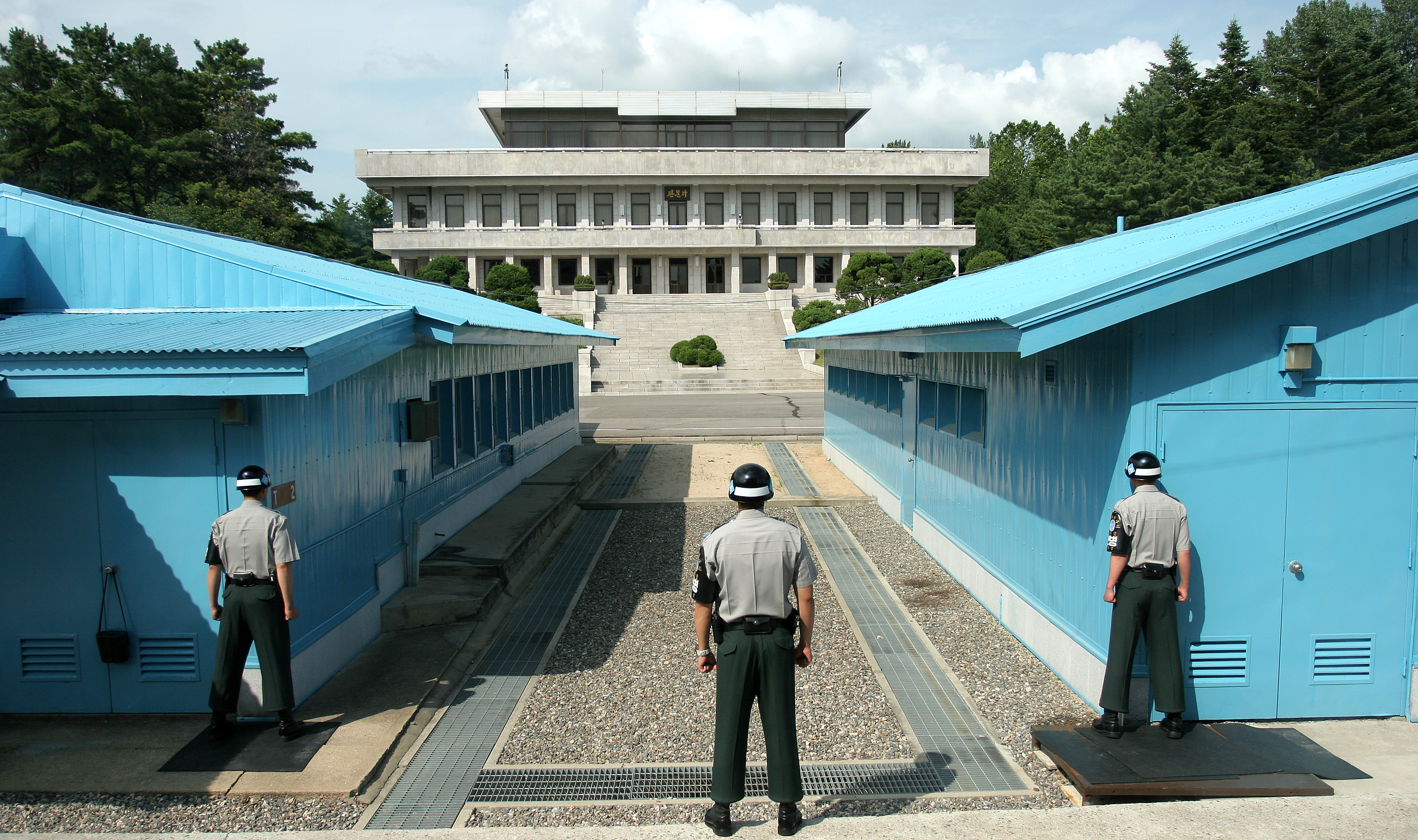
Sydkoreanska militärpoliser står vända mot den nordkoreanska sidan av det gemensamma säkerhetsområdet. Den nordkoreanska byggnaden Panmungak syns i bakgrunden.

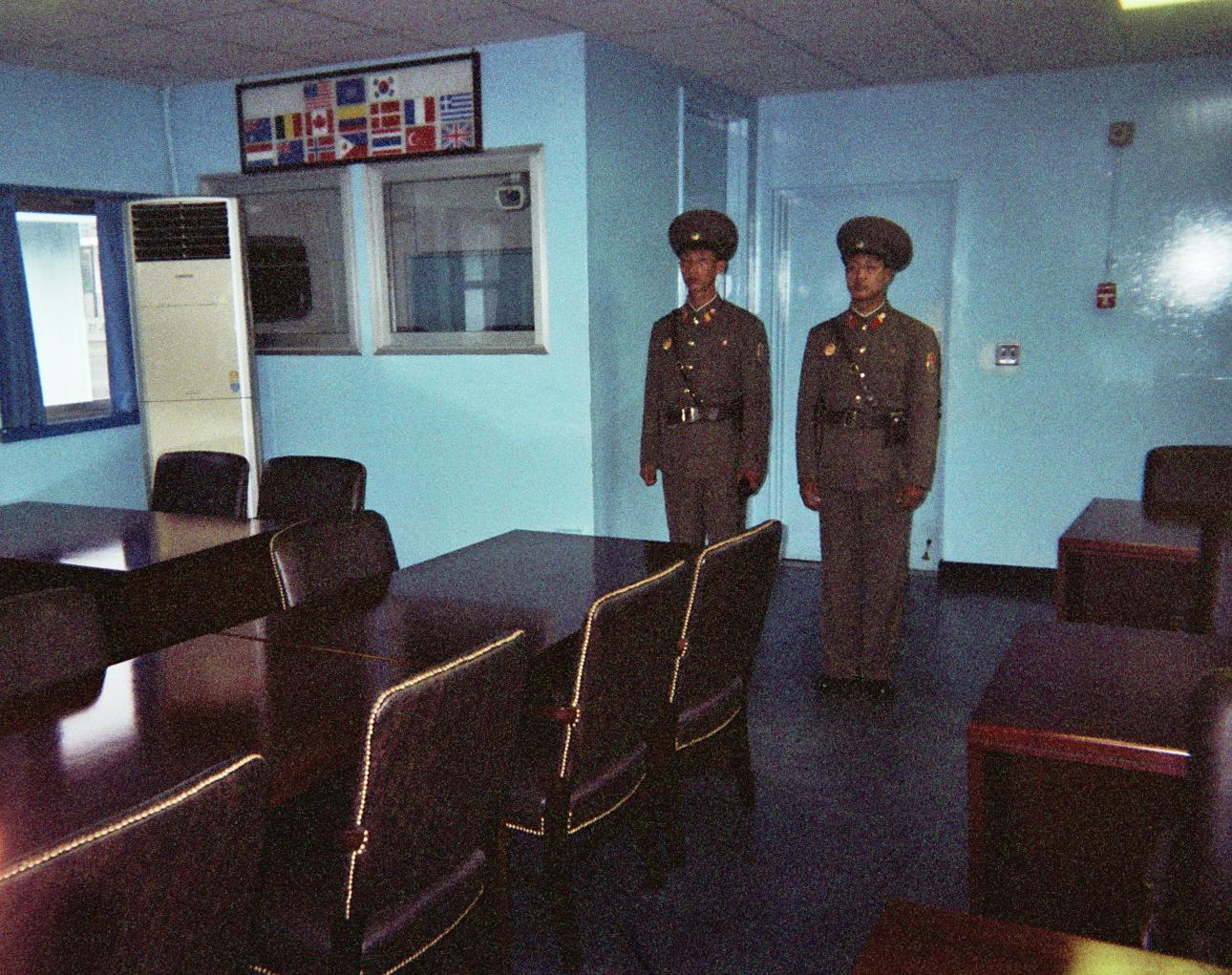
Nordkoreanska soldater

Karta över det gemensamma säkerhetsområdet. Den röda linjen markerar vapenstilleståndslinjen mellan Nord- och Sydkorea.

Gemensamma säkerhetsområdet, även känt som Joint Security Area (JSA) på engelska, är den enda delen i Koreas demilitariserade zon där sydkoreanska och nordkoreanska styrkor står mitt emot varandra. Gemensamma säkerhetsområdet används av de båda staterna för förhandlingar och var fram till mars 1991 också plats för förhandlingar mellan Nordkorea och Förenta nationernas kommando (UNC).
Det gemensamma säkerhetsområdet skapades efter vapenstilleståndet i Koreakriget undertecknats i Panmunjom 1953 och spänner över ömse sidor om vapenstilleståndslinjen mellan Nord- och Sydkorea. Ursprungligen kunde personal från båda sidorna röra sig fritt över vapenstilleståndslinjen och Koreanska folkarmén upprätthöll fyra observationsposter på den sydkoreanska sidan av gränsen. Efter det att två amerikanska befäl dödats i en blodig sammanstötning med nordkoreanska trupper ("yxmordsincidenten") vid Bron utan återvändo den 18 augusti 1976 utmärktes vapenstilleståndslinjen tydligt i området och rörligheten över gränsen reglerades strängt.